# Maggie De Block
Maggie Celine Louise De Block (Merchtem, 28 aprile 1962) è una politica e medico belga fiamminga, membro dei Liberali e Democratici Fiamminghi Aperti. È ministro della salute sia nel Governo Michel I che nel Governo Michel II.
Dopo la sua nomina nel governo federale fu derisa a causa del suo peso in eccesso ed è oggi, secondo i sondaggi, uno dei politici più popolari nelle Fiandre. È stata classificata nel 2015 in 1ª posizione come personalità in Vallonia ma la sua popolarità diminuisce drasticamente nel 2016.

## Biografia

### Pre-politica
Dopo gli studi secondari Latino-americani presso il Royal Lyceum di Laeken ha studiato medicina presso la Vrije Universiteit Brussel, ed è stata medico per 25 anni. È sorella del sindaco di Merchtem, Eddie De Block.

### Carriera politica

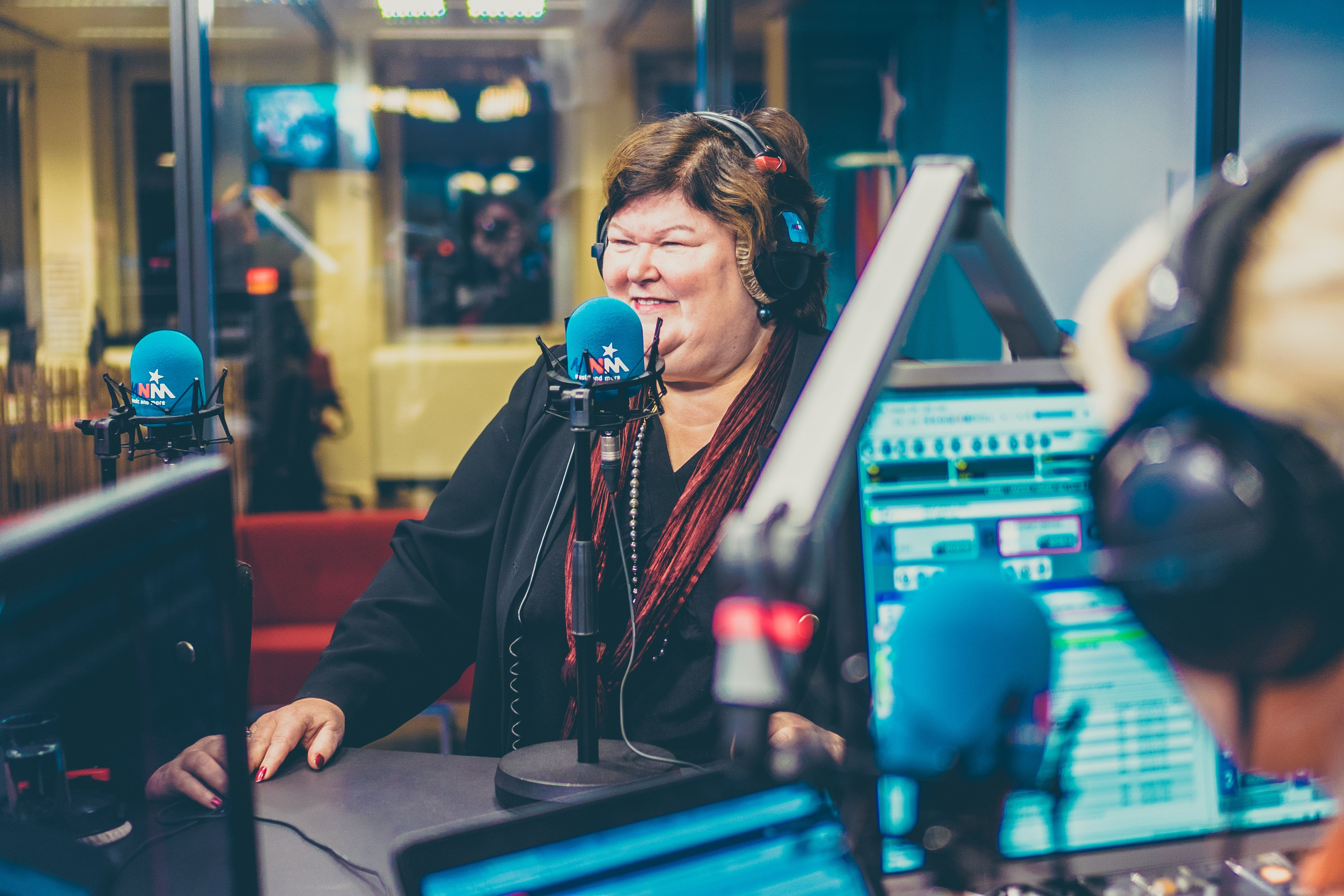
Maggie De Block nello studio di MNM

Dal 1999 De Block è deputato federale per il distretto di Bruxelles-Halle-Vilvoorde. Ha inoltre ricoperto vari incarichi alla membro della Camera dei rappresentanti. Quindi è segretario della Camera (2003-2007), presidente della Commissione per le infrastrutture (2010-2011), vicepresidente della Commissione per gli affari sociali e vice membro di altri comitati.
Il 6 dicembre 2011 è divenuta Segretario di Stato federale per l'asilo, l'immigrazione, e l'integrazione sociale nel Governo Di Rupo. Nel governo uscente Di Rupo lei è stata temporaneamente ministro della Giustizia, in sostituzione di Annemie Turtelboom che è stata ministro del bilancio nel governo fiammingo di Gert Bourgeois.
Dalla fine del 2012 De Block è vice presidente dei Liberali e Democratici Fiamminghi Aperti sotto il Presidente Gwendolyn Rutten.

#### Attività ministeriale

##### Ministro della salute
Dall'11 ottobre 2014 è Ministro degli affari sociali e della sanità nel Governo Michel, che ha chiamato come un sogno, dal momento che questo incarico incontra la sua formazione di medico. Per garantire l'accessibilità economica dei servizi sanitari, ha immediatamente suggerito una razionalizzazione nel settore ospedaliero. Non tutti gli ospedali dovrebbero specializzarsi secondo lei in ogni cosa. Ospedali regionali forniscono un'ampia assistenza generale e alcuni ospedali specializzati in una questione definita. Ha anche annunciato le misure contro l'Ebola, che ha già preso la sua predecessore Laurette Onkelinx, continuando a seguire.
Nel 2017-2018, il governo belga ha distrutto milioni di maschere protettive scadute senza rinnovarle, contrariamente alle raccomandazioni dell'Organizzazione mondiale della sanità (OMS). Il gabinetto di Maggie De Block afferma che era fuori questione "sprecare denaro dei contribuenti".

###### Emergenza Covid-19
Nel 2020, nel contesto della crisi sanitaria legata alla pandemia di Covid-19, la decisione precedente adottata delle mascherine nel 2017-2018 è stata fortemente criticata.
Maggie De Block è ampiamente criticata dai circoli del lavoro, medici e politici per la sua contestata gestione della pandemia di Covid-19. È accusata in particolare di aver minimizzato il pericolo per molto tempo, di aver ritardato la reazione, di non aver fornito abbastanza maschere, respiratori e letti d'ospedale.

### Condizione medica
De Block ha sofferto per anni di obesità, rinunciando a combatterla.

### Vita privata
È sposata con Luc Asselman e ha due figli, Julie e Jan.

## Popolarità
Nei sondaggi RTL / Le Soir e De Morgen / VTM del novembre 2013 Maggie De Block ha dimostrato di essere il politico più popolare nelle Fiandre. Ha spodestato l'allora Ministro-presidente fiammingo Kris Peeters, in primo luogo. Un sondaggio da parte del VRT / The Standard dell'ottobre 2014 conferma il suo status di donna politico più popolare. Nel 2015 divenne il politico più popolare del paese, sia nelle Fiandre, Vallonia e Bruxelles.